# Verordnung (EU) 2017/746 über In-vitro-Diagnostika
Die Verordnung (EU) 2017/746 über In-vitro-Diagnostika (IVDR) vom 5. April 2017 trat gemeinsam mit der Verordnung (EU) 2017/745 über Medizinprodukte (MDR) am 25. Mai 2017 offiziell in Kraft. Die IVDR ist nach einer fünfjährigen Übergangszeit seit dem 26. Mai 2022 verpflichtend anzuwenden. Sie gilt in den Mitgliedstaaten der Europäischen Union unmittelbar und muss daher nicht in nationales Recht umgesetzt werden. Sie löst die Richtlinie 98/79/EG (IVDD) ab.
Die IVDR regelt den Markt der In-vitro-Diagnostika in der EU und ist für deren gesamten Lebenszyklus, also sowohl für Entwicklung und Überwachung bis hin zur Anwendung. Sie definiert die sogenannten „allgemeinen Sicherheits- und Leistungsanforderungen“, die zum Erreichen der Verkehrsfähigkeit erfüllt werden müssen, und ist von Herstellern und Importeuren gleichermaßen zu berücksichtigen wie von benannten Stellen und (nationalen) Behörden. Sie ist inhaltlich erheblich komplexer als die Richtlinie, die sie ablöst und besteht nunmehr aus 113 Artikeln (IVDD: 24 Artikel).
Auf nationaler Ebene entfällt die Regelung der In-vitro-Diagnostika (IVD) durch das Medizinproduktegesetz (MPG), das betreffend IVD mit Wirkung vom 26. Mai 2022 durch das Medizinprodukterecht-Durchführungsgesetz (MPDG) abgelöst wurde. Das MPDG dient der Durchführung und Ergänzung der IVDR auf nationaler Ebene.

## Änderungen der IVDR gegenüber IVDD
Die maßgeblichsten Änderungen lassen sich wie folgt zusammenfassen:
- Die IVDR definiert nun vier Risikoklassen (A, B, C und D) von In-vitro-Diagnostika statt der bisherigen Listen A und B. Produkte in den Klassen B, C, und D müssen durch eine Benannte Stelle zertifiziert werden.
- Es gibt in Abhängigkeit der Produktklasse nur noch 3 mögliche Konformitätsbewertungsverfahren.
- Hohe Anforderungen werden an die klinischen Daten bzw. die Durchführung klinischer Prüfungen (Leistungsbewertungsprüfungen) gestellt. Die Anforderungen an die Leistungsbewertungen sind stark erweitert worden um sicherzustellen, dass Leistungen tatsächlich erbracht werden.
- Jeder Hersteller eines In-vitro-Diagnostikums muss nun ein Qualitätsmanagementsystem vorhalten.
- Das System zur eindeutigen Kennzeichnung über eine Unique Device Identification ist wie bei anderen Medizinprodukten anzuwenden.
- Die Anforderungen für Software sind im Sinne der IEC 62304 maßgeblich verschärft worden.

## Verlängerung von Übergangsfristen
Aufgrund der Corona-Pandemie (bei der im Rahmen von Corona-Tests, die In-vitro-Diagnostika sind, die Verfügbarkeit von In-vitro-Diagnostika von großer Bedeutung ist) und allgemeiner Engpässe bei benannten Stellen gibt es eine Verlängerung der Übergangsfristen um zumindest ein Jahr.
Auch im Laufe des Jahres 2022 besprach die Arbeitsgruppe zu Medizinprodukten der EU (Medical Device Coordination Group, MDCG) wieder, dass Zulassung von IVD nicht so schnell voranschreitet, wie es vorgesehen bzw. notwendig ist. Im Dezember 2022 waren lediglich acht Benannte Stellen gemäß IVDR zugelassen worden. Im Rahmen eines Treffens des Rates für Beschäftigung, Sozialpolitik, Gesundheit und Verbraucherschutz (Employment, Social Policy, Health and Consumer Affairs Council, EPSCO) am 9. Dezember 2022 wurde dieser Sachverhalt diskutiert und im Anschluss hierzu ein Positionspapier herausgegeben, in dem ein weiteres Amendment der Verordnung unter Nennung konkreter Maßnahmen vorgeschlagen wird. Durch die Verordnung (EU) 2023/607 wurde dies umgesetzt.